# Martha Layne Collins

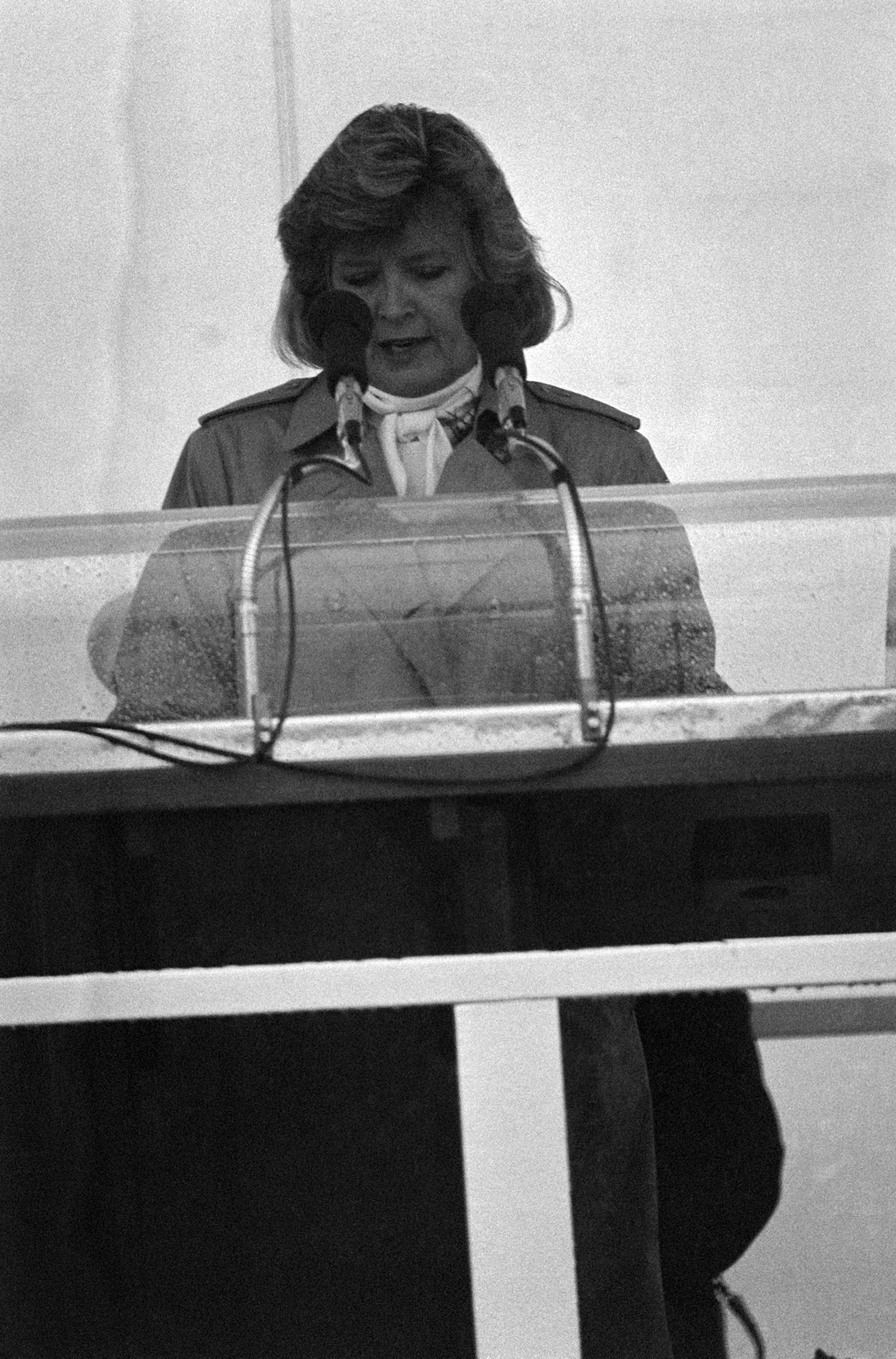
Martha Collins (1986)

Martha Layne Collins (* 7. Dezember 1936 in Bagdad, Shelby County, Kentucky) ist eine US-amerikanische Politikerin und ehemalige Gouverneurin des Bundesstaates Kentucky.

## Frühe Jahre und politischer Aufstieg
Martha Collins absolvierte die University of Kentucky und arbeitete anschließend als Lehrerin in Louisville und im Woodford County. Seit 1971 ist sie für die Demokratische Partei politisch aktiv. In diesem Jahr war sie Wahlkampfhelferin von Gouverneur Wendell Ford. Auch später hat sie die jeweiligen Kandidaten ihrer Partei sowohl auf Staats- als auch auf Bundesebene unterstützt. Im Jahr 1984, schon während ihrer Amtszeit als Gouverneurin, war sie Vorsitzende des Bundesparteitags der Demokraten. Zwischen 1975 und 1979 war sie beim Obersten Gerichtshof von Kentucky angestellt. Im Jahr 1979 wurde sie zur Vizegouverneurin gewählt.

## Gouverneurin von Kentucky
Für die Gouverneurswahlen des Jahres 1983 wurde sie von ihrer Partei als Kandidatin nominiert. Es gelang ihr, die Wahlen gegen den späteren US-Senator Jim Bunning mit 54,6 % der Stimmen zu gewinnen. Damit war sie die erste und bisher einzige Frau, die zum Gouverneur von Kentucky gewählt wurde. Auf alle US-Staaten bezogen war sie erst die dritte Frau, die zum Gouverneur gewählt wurde. Ihre Amtszeit begann am 13. Dezember 1983 und endete am 8. Dezember 1987. In dieser Zeit setzte sie sich für eine Verbesserung der Bildungspolitik ein. Es gelang ihr, den japanischen Autokonzern Toyota dazu zu bewegen, ein Werk in Georgetown zu errichten. Damit wurden viele Arbeitsplätze nicht nur beim Autowerk selbst, sondern auch bei den Zulieferfirmen geschaffen. Collins war außerdem Mitglied mehrerer gemeinsamer Ausschüsse der Südstaaten zur Weiterentwicklung von Handel und Wirtschaft.

## Weiterer Lebenslauf
Nach dem Ende ihrer Amtszeit war Martha Collins für sechs Jahre Präsidentin des St. Catharine College. Außerdem hatte sie auch andere Führungsposten an verschiedenen Schulen und Universitäten in Kentucky. Sie hat nicht mehr für ein öffentliches Amt kandidiert. Zurzeit ist sie im Vorstand des Georgetown College und von Eastman Kodak.
2009 wurde ihr der japanische mehrfarbige Orden der Aufgehenden Sonne am Band verliehen.